# Alan Eaton Davidson

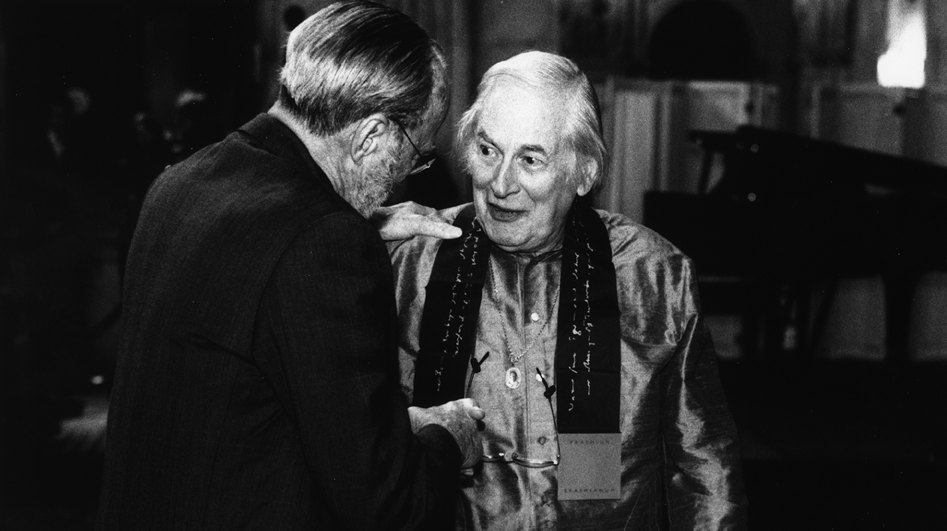
Alan Davidson (Erasmuspreis 2003)

Alan Eaton Davidson (* 30. März 1924; † 2. Dezember 2003) war ein britischer Diplomat und Kulturhistoriker mit dem Themengebiet Food-History. Sein wichtigstes Werk ist der Oxford Companion to Food, der 1999 erschien.

## Leben
Alan Davidson wurde in Nordirland geboren und studierte an der Oxford University klassische Sprachen. Während des Zweiten Weltkriegs war er als Soldat bei der Royal Navy. 1948 begann er seine diplomatische Laufbahn im Foreign Office und arbeitete in Washington, Tunis, Brüssel, Kairo und Den Haag; von 1973 bis 1975 war er Botschafter in Laos. In Washington heiratete er Jane Macatee, die Tochter eines amerikanischen Diplomaten.

## Werk
Aus privatem Interesse begann er Ende der 1960er Jahre, sich mit Kochkunst und der Kulturgeschichte verschiedener Lebensmittel zu beschäftigen, zunächst vor allem mit Speisefischen und Meeresfrüchten. Sein erstes Buch erschien 1972 unter dem Titel Mediterranean Seafood in Großbritannien. Es gilt heute als Standardwerk zu diesem Thema und enthält sowohl Informationen zu Kulturgeschichte und Biologie als auch Rezepte. Weitere Bücher über Fisch waren Seafood Of South East Asia (1979) und North Atlantic Seafood (1979), für die er tausende Rezepte aus verschiedenen Ländern sammelte. Davidson gilt auch als Experte der Laotischen Küche.
1979 gründete Davidson die englischsprachige Zeitschrift Petits Propos Culinaires und den Buchverlag Prospect Books. Außerdem ist er Begründer des Oxford Symposium on Food & Cookery, das jedes Jahr in Oxford stattfindet.

## Auszeichnungen
- 2003: Erasmuspreis

## Publikationen
- Mediterranean seafood, 1972.
- Fish and fish dishes of Laos, 1975. ISBN 0-907325-95-5.
- Seafood of South-east Asia, 1977. Revised ed. 2003. ISBN 1-903018-23-4.
- North Atlantic seafood, 1980.
- Alan Davidson/Phia Sing (Hg.): Traditional Recipes of Laos, 1981. Illustrated by Soun Vannithone. ISBN 0-907325-02-5.
- On fasting and feasting: a personal collection of favourite writings on food and eating, 1988.
- Seafood: a connoisseur’s guide and cookbook, 1989, ISBN 0-85533-752-4 (Deutsch: Fisch und Meeresfrüchte, 1991).
- A kipper with my tea: selected food essays, 1990.
- The Cook’s room: a celebration of the heart of the home, 1991.
- Fruit: a connoisseur’s guide and cookbook, 1991, ISBN 0-85533-903-9.
- Something Quite Big, 1993, ISBN 0-907325-51-3. (zuvor privater Druck Bangkok, 1972)
- The Oxford Companion to Food, Oxford, 1999, ISBN 0-19-280681-5.
- Trifle mit Helen Saberi, 2001, ISBN 1903018-19-6.